# Комунистичка партија Белорусије (1996)
Комунистичка партија Белорусије (Белорус.Камуністы́чная па́ртыя Белару́сі) је политичка партија која делује у Белорусији. Основана је 1996. године. Вођа партије је Тацјана Голубева. Партија подржава владу Александра Лукашенка.

## Политика партије
Циљеви Комунистичке партије Белорусије су, на темељима креативне примене марксизма-лењинизма, усмерити друштво путем развоја социјалне правде на начелима колективизма, слободе, једнакости, јачање белоруске државности и добровољне обнове државне заједнице совјетских народа.
Главни циљеви КПБ су:
- активно учешће у политичком животу грађана, промицање политичке воље грађана да учествују на изборима и референдумима како би се осигурала истинска демократија у Белорусији
- политичко васпитање грађана о комунистичкој идеологији, родољубљу и пролетерском интернационализму

## Међународно чланство
Комунистичка партија Белорусије заступљена је у Савезу комунистичких партија — Комунистичка партија Совјетског Савеза. У Совјет СКП-КПСС-а су на 34. конгресу КПБ изабрани Тацјана Голубева, Игор Карпенко и Георгиј Атаманов.
КП Белорусије била је домаћин Деветог међународног сусрета комунистичких и радничких партија у Минску од 3. до 5. новембра 2007. године са темом „90. годишњица Велике Октобарске социјалистчике револуције. Важност и воталност ове идеје. Комунисти у борби против империјализма и за социјализам“.

## Изборни резултати
На парламентарним изборима 2000. године, партија је освојила шест места у парламенту, а 2004. њих осам.
На изборима за локалне совјете депутата 25. сазива одржанима 14. јануара 2007, из КП Белорусије изабрано је 407 посланика.
На парламентарним изборима 2008, партија је освојила 8 посланичких места у Народној скупштини Белорусије.
На парламентарним изборима 2012, партија је освојила 8 посланичких места у Народној скупштини Белорусије.